# Romain Iannetta
Pour les articles homonymes, voir Iannetta.
Romain Iannetta, né le 27 novembre 1979 à Villecresnes dans le Val-de-Marne, est un pilote et cascadeur automobile français.

## Biographie
Il est le neveu du pilote Alain Iannetta.
En parallèle de la course automobile, Romain Iannetta est instructeur à l'école de pilotage Pro'pulsion (Dreux et Issoire) et sur Ferrari 360 Modena pour JMB Racing. Il travaille également pour de nombreux constructeurs automobiles lors des lancements de nouveaux véhicules sur le marché (Volkswagen, Audi, Citroën, Renault, Alfa Roméo).
Il a débuté en 2000 dans le métier de cascadeur automobile pour l'équipe de Ciné Cascade dirigée par Jean-Claude Lagniez. Il a tourné dans les longs métrages : Le Boulet, Ripoux 3, San-Antonio, Tais-toi !, Taxi, 36 quai des Orfèvres, La Mémoire dans la peau, La Mentale, Aime ton père.
Il a été récompensé aux World Stunt Awards aux États-Unis pour la meilleure séquence avec un vehicule pour l’année 2003 pour le film La Mémoire dans la peau (The Bourne Identity).

## Carrière automobile
(novembre 2010).
- 1988 - 1991 : Stage de pilotage moto, participation au Jacadi Trophy
- 1993 - 1994 : École de pilotage E.T.A. Karting, stage karting Y.D.K.
- 1995 - 1998 :
  - Championnat de France Karting Yamaha (15 podiums)
  - Essais en Caterham
  - École de pilotage auto ACO (Le Mans)
  - Championnat de France d'Endurance Karting
- 1999 :
  - 3e du Volant ACO (Automobile Club de l'Ouest)
  - Championnat de France de Formule Renault ELF Campus (1 victoire)
  - Vainqueur des 10 heures de Soucy Karting
- 2000 :
  - 5e du championnat de France de Formule Ford Promotion (3 podiums)
  - Participation au Championnat d'Europe et 2e du festival Powertour à Spa
- 2001 :
  - Il participe au championnat de France de Formule Renault.
  - Vainqueur des 4 heures de Spa (Peugeot 106)
  - Vainqueur de la course de Lédenon (Formule Ford)
- 2002 :
  - Champion de France de Formule Ford Promotion (8 victoires en 9 courses)
  - Vice-Champion de France de Formule Ford (9 podiums en 9 courses)
  - Testé par WR pour participer aux 24 Heures du Mans et aux 12 Heures de Sebring
  - Testé par une équipe de Supertourisme sur BMW Silhouette
- 2004 :
  - Il participe au championnat d'Espagne de Seat Leon.
  - 1 course en Championnat de France Grand Tourisme
- 2005 :
  - Le Mans Endurance Séries sur Courage C65-Mécachrome - Team Noël Del Bello Racing
  - Le Mans Endurance Séries sur Viper GTR-S - Team Paul Belmondo Racing
  - 24 Heures du Mans sur Courage C65-Mécachrome - Team Noël Del Bello Racing
- 2006 :
  - 6e en GT2 aux 24 Heures du Mans sur Porsche 996 GT3 RSR – Team Ice Pol Racing
  - Le Mans Séries sur Porsche 996 GT3 RSR – Team Ice Pol Racing (2 courses)
  - Vainqueur de la Coupe du Monde de Fun Cup à Jarama – Optimum Racing (FEK)
  - Trophée Andros (3 courses) sur Citroën C4 Silhouette – Team Carmine Compétition (3° du Promotion à Val Thorens)
  - 6e de Class aux 24 Heures de Barcelone sur Supercopa Seat Leon
- 2007 :
  - 24 Heures du Mans 2007 sur Courage/AER LMP2 - Noël Del Bello Racing
  - 8e du Championnat d'Espagne Supercopa Seat Leon (3 podiums - 2 victoires)
  - 5e de la coupe du Monde de Fun Cup (Optimum Racing - FEK)
- 2008 : Championnat d'Espagne de Supercopa Seat Léon
- 2009 : 24 Heures du Mans 2009 sur Création-Judd/LMP1 - Creation Autosportif
- 2010 : 24 Heures de Daytona sur Pontiac GXP-R du Team Autohaus Motorsport no 46
- 2011 : Racecar Euro Series sur Dogde du team ORHES Competition no 25
- 2015 : Troisième des NASCAR Whelen Euro Series 2015 avec une victoire

### Résultats aux 24 Heures du Mans
| Année | Voiture                   | Équipe                | Équipiers                           | Résultat |
| ----- | ------------------------- | --------------------- | ----------------------------------- | -------- |
| 2005  | Courage C65               | Noël del Bello Racing | Christophe Pillon / Ni Amorim       | Abandon  |
| 2006  | Porsche 911 GT3 RSR (996) | Ice Pol Racing Team   | Yves Lambert / Christian Lefort     | 23e      |
| 2007  | Courage LC75-AER          | Noël del Bello Racing | Vitaly Petrov / Liz Halliday        | Abandon  |
| 2009  | Creation CA07-Judd        | Creation Autosportif  | Jamie Campbell-Walter / Vanina Ickx | 24e      |